# Ernobius pinicola
Ernobius pinicola är en skalbaggsart som beskrevs av Ruckes 1957. Ernobius pinicola ingår i släktet Ernobius och familjen trägnagare. Inga underarter finns listade i Catalogue of Life.